# Бранко Ђурђулов
Бранко Ђурђулов (Суботица, 17. август 1925 — Београд, 1. јун 1996) био је библиотекар, управник Библиотеке града Београда и књижевник.

## Биографија
Годину дана по рођењу у Суботици, његова породица се (1926) преселила у Београд. Ту је завршио основну школу (1932-1936), гимназију (1936-1941)) и дипломирао на филозофској групи Филозофског факултета у Београду (1953) Учесник је НОР-а од 1944. После рата радио је у предузећу “Шумадија”, Радничко-службеничкој задрузи и Народном фронту VI рејона у Београду (1946-1948). Од 1953. је библиотекар, од 1969. управник Библиотеке града Београда. У пензију је отишао са места секретара за просвету Скупштине града Београда.
Служио се руским и немачким језиком. Путовао је у Француску (1961, 1971) и Чехословачку (1966).

## Књижевни рад
Објављивао је стручне радове из библиотекарства у Библиотекару (1959-1961, 1963-1969), Нашој стварности (1961), Трибини (1964), Будућности (1964), публикацији Организовање културног живота у радним колективима (1970) и Културном животу (1971). 
Био је члан редакције часописа Библиотекар (1965-1971).
Први штампани рад му је прича Вратио се његов тата (Змај, 12. 1958).
Прозу за децу и одрасле, песме у прози и драме објављивао је у часописима: Змај (1958, 1966), Будућност (1963), Руковет (1967, 1969), Кораци (1970, 1972), Градина (1972), Повеља (1972-1974,1982,1984), Развитак (1972-1973), Венац (1974), Савременик (1981, 1982), Багдала (1980), Политика (1979-1985, 1995), Борба (1981), Јединство (1985, 1987, 1992), Рашка (1984), Српски књижевни гласник (1993), Књижевна реч. Све своје књиге објавио је у Београду.
Био је члан Удружења књижевника Србије.

## Објављена дела

### Поезија
- Сета, поезија, 1976.
- Сан, поезија, 1982.
- Слутње, поезија, 1990.

### Приповетке
- Није смела да умре моја прва игра, приповетке, 1984.
- Недостижна стварност, приповетке, 1987.

### Роман
- Смех, роман, 1973.

### Драма
- Адам и Ева, драма, 1968.

## Награде
- Спомен плакете града Београда 1969, 1974, 1984.
- Плакета Музеја Града Београда 1973.
- Златна значка Културно-просветне заједнице Србије 1976.
- Дипломе Друштва библиотекара Србије, 1972. и Савеза друштава библиотекара Југославије 1974.